# عصام الدعالیس
عصام الدعالیس (زادهٔ ۳۰ اکتبر ۱۹۶۶ – ۱۸ مارس ۲۰۲۵)، که با نام دَلیس یا دَلیس نیز نوشته می‌شود، یک سیاستمدار فلسطینی بود که به عنوان رئیس کمیته اداری دولت نوار غزه، منصبی قابل مقایسه با نخست‌وزیر یا رئیس دولت، خدمت می‌کرد. او در جریان حملات ۱۸ مارس ۲۰۲۵ توسط اسرائیل ترور شد.

## زندگی‌نامه
الدعالیس در سال ۱۹۶۶ در اردوگاه پناهندگان جبالیا در نوار غزه متولد شد. او در سمت‌های مختلفی برای آنروا کار کرد، از جمله معاون مدیر، عضو اتحادیه کارکنان و رئیس بخش معلمان آن. بین سال‌های ۲۰۱۲ تا ۲۰۱۴، الدعلیس مشاور اسماعیل هنیه، رهبر حماس، بود. او از سال ۲۰۰۹ تا ۲۰۱۳ عضو شورای حماس بود و ریاست بخش مالی و اقتصادی این گروه را بر عهده داشت. او از سال ۲۰۱۲ تا ۲۰۲۰ معاون رئیس جنبش سیاسی حماس بود. در مارس ۲۰۲۰، الدعلیس به عضویت دفتر سیاسی حماس در نوار غزه انتخاب شد و رئیس بخش رسانه‌ای آن گردید.
در ژوئن ۲۰۲۱، پس از آنکه مجلس قانون‌گذاری فلسطین الدعالیس را به عنوان رئیس کمیته اداری دولت نوار غزه انتخاب کرد، او از سمت خود در دفتر سیاسی حماس کناره‌گیری کرد. با وجود اینکه از سال ۲۰۲۱ تا آغاز جنگ غزه، الدعلیس کارهای روزمره‌ای در نوار غزه انجام می‌داد که شبیه به کارهای یک رئیس دولت بود، اما برخلاف اکثر رهبران دیگر حماس، هدف تحریم‌های غرب قرار نگرفته بود.
گزارش شده است که الدعالیس در حمله هوایی اسرائیل در ۲۳ ژوئیه ۲۰۲۴ کشته‌شده است، اما مرگ او توسط حماس تأیید نشد. او در حملات ۱۸ مارس ۲۰۲۵، در سن ۵۸ سالگی ترور شد. حماس مرگ او را تأیید کرد.